# Stenotelea palustris
Stenotelea palustris är en stekelart som beskrevs av Lars Huggert och Lubomir Masner 1983. Stenotelea palustris ingår i släktet Stenotelea och familjen Scelionidae. Inga underarter finns listade i Catalogue of Life.